# Dariusz Słota
Dariusz Słota (ur. 1957 w Pińczowie, zm. 30 maja 2023 w Częstochowie) – polski malarz, rysownik, pedagog.

## Życiorys
Ukończył Akademię Sztuk Pięknych w Krakowie na wydziale Malarstwa, gdzie w 1984 roku obronił z wyróżnieniem dyplom w pracowni prof. Zbigniewa Grzybowskiego. Od 1984 roku wykładał na Uniwersytecie Humanistyczno-Przyrodniczym im. Jana Długosza w Częstochowie na Wydziale Sztuki na stanowisku adiunkta. W 1986 roku otrzymał stypendium twórcze dla młodych artystów plastyków Ministra Kultury i Sztuki. od 2019 r. był członkiem kapituły Nagrody Prezydenta Miasta Częstochowy w dziedzinie sztuki.
W latach 90 był także nauczycielem Państwowego Liceum Sztuk Plastycznego im. Jacka Malczewskiego. 
Wraz ze śp. Włodzimierzem Kulejem prowadził pracownię 124 na Wydziale Sztuki UJD w Częstochowie. Spod ich skrzydeł wyszło wielu świetnych artystów, między innymi dzisiejsi pracownicy Wydziału.
Ojciec artysty Pawła Słoty.
Zmarł 30 maja 2023 w Częstochowie. Pochowany 2 czerwca na cmentarzu parafialnym w Kłobucku.

## Wystawy
Zorganizował 15 indywidualnych wystaw m.in. w Częstochowie, Opolu, Słupsku, Skierniewicach, Tarnowskich Górach, Kielcach, Ustce. Uczestniczył w ponad 250 wystawach zbiorowych w kraju i zagranicą, w tym: XXXII Ogólnopolski Konkurs Malarstwa „Bielska Jesień” (1995), Ogólnopolski Konkurs na rysunek im. Andriollego w Nałęczowie (2004), V Triennale Polskiego Rysunku Współczesnego w Lubaczowie (2005), III Międzynarodowy Konkurs Rysunku we Wrocławiu (2006), The 12th International Biennal Print and Drawing Exhibition – National Taiwan Museum of fine arts (2006), Trienalle Polskiego Malarstwa Współczesnego w Rzeszowie (2007 i 2013). Triennale Małych Form Malarskich w Toruniu (2010). X Międzynarodowy Jesienny Salon Sztuki „Homo Quadratus Ostroviensis” – w Ostrowcu Świętokrzyskim (2010). Coroczna Wystawa Stowarzyszenia Marynistów Polskich, oddział w Ustce – Ustka (2010). Udział w Wystawa Poplenerowa Art.-Miting w Ustce (2010). Wystawa Stowarzyszenia Marynistów Polskich w Częstochowie (2010). Wystawa Poplenerowa „Szczawieńskie Impresje 2010” w Szczawnie Zdroju (2010). VII Triennale Polskiego Rysunku Współczesnego Lubaczów 2011 – Lubaczów (2011). Ogólnopolski Konkurs Malarski „Materia Medicinelis Materia Artificialis” w Krakowie (2011). III Międzynarodowe Biennale Obrazu „Quadra Art.” w Łodzi (2011). IV Konkurs Malarski „Zadra 2011” w Warszawie (2011). Ogólnopolskie Triennale Sztuki „42 Salon Zimowy. Ciąg dalszy” w Radomiu (2011). Międzynarodowa Wystawa Sztuki Marynistycznej „W Kręgu Morza” w Koziegłowach (2015). Jego obrazy (postaci Świętych kościoła katolickiego) zdobią kościół św. Urszuli Ledóchowskiej w Częstochowie.   
Jest autorem portretu bł. Jerzego Popiełuszki umieszczonego w „Ołtarzu Solidarności” w kościele pw. Niepokalanego Serca NMP w Wieprzu, ufundowanego przez NSZZ Solidarność.
23 Stycznia 2025 roku, miała miejsce wystawa pośmiertna artysty w Miejskiej Galerii Sztuki w Częstochowie nosząca tytuł  (Nie)przerwanie.  Zbiór ponad 80 dzieł na którą składały się przede wszystkim prace malarskie, oraz rysunkowe. Wystawa dokumentowała ponad 50-letni artystyczno -naukowy artysty.

## Nagrody
- 1996 – Wyróżnienie w Ogólnopolskim konkursie na dzieła malarskie pt. „Habitat a rozwój społeczny” w Muzeum Narodowym w Warszawie
- 1998 – II nagroda malarska „International Biennal Exhibition of Art. ‘Citta di Locri’ 2nd editio” we Włoszech
- 2000 – Wyróżnienie na IX Biennale Sztuki Sakralnej „Sacrum 2000” konkurs na dzieła tematycznie związane z 1000-leciem utworzenia Biskupstwa w Kołobrzegu
- 2009 – II nagroda w konkursie malarskim „Pamiętajmy o ogrodach” – Kraków.
- 2011 – Nagroda „Złota Rama” Związku Polskich Artystów Okręgu Krakowskiego w Ogólnopolskim Konkursie Malarskim „Materia medicinalis, Materia artificialis” w Krakowie
- 2011 – Wyróżnienie w IV Konkursie Malarskim „Zadra 2011” w Warszawie (2011)[13].
- 2011 – Nominowanie do nagród w Ogólnopolskim Triennale Sztuki „42 Salon Zimowy. Ciąg dalszy.” w Radomiu (2011)[14].
- 2011 – Nagroda ZPAP Okręgu Krakowskiego w Ogólnopolskim Konkursie Malarskim „Materia Medicinalis, Materia Artificialis” (2011)[15]
- 2012 – II nagroda – Srebrny Medal w dziedzinie malarstwa w I Konkursie „Sport w Sztuce” (2012)[16]
- 2012 – Wyróżnienie (umieszczenie na krótkiej liście finalistów) w Międzynarodowym Biennale Rysunku Pilzno (2012)[17]
- 2012 –Wyróżnienie w Europejskim Konkursie Malarskim „Barwy Morza” Gdynia (2012)[18]
- 2014 –Wyróżnienie w IV Międzynarodowym Biennale Obrazu „Quadro-Art 2014” w Łodzi[19]
- 2017 - III Nagroda, I ogólnopolskiego Konkursu Malarskiego "Moje Zakopane", MGS w Zakopanem.[20]
- 2019 – Nagroda Miasta Częstochowy w dziedzinie kultury w kategorii „Sztuki plastyczne”[21]
- 2019 –Wyróżnienie w ogólnopolskim konkursie plastycznym KOLAŻ – ASAMBLAŻ, BWA Olkusz
- 2020 – 43. Interdyscyplinarny Konkurs Plastyczny Województwa Świętokrzyskiego BWA Kielce. Nagroda Biura Wystaw Artystycznych w Kielcach, PRZEDWIOŚNIE 2020[22].

## Pożegnanie
Z głębokim smutkiem informujemy o śmierci dr Dariusza Słoty, cenionego pracownika Katedry Malarstwa Wydziału Sztuki UJD. Jego pasja i oddanie dla sztuki kształtowały wielu studentów na przestrzeni lat. Jego talent artystyczny i nieustanne dążenie do doskonałości przyniosły mu szacunek wśród współpracowników i studentów. Był cenionym mentorem, który nie tylko dzielił się swoją wiedzą i doświadczeniem, ale także inspirował innych do rozwijania swojego własnego artystycznego języka. Jego prace malarskie były wyjątkowe pod względem techniki, wyrazu emocjonalnego i głębi przekazu. Dr Słota eksperymentował z różnymi stylami i tematami, tworząc unikalne dzieła. Jego nagła śmierć pozostawiła ogromną pustkę w społeczności akademickiej i artystycznej. Dariusz Słota zostanie zapamiętany nie tylko jako wybitny artysta, ale także jako człowiek o wielkim sercu i niezwykłym entuzjazmie dla sztuki.
Pragniemy wyrazić nasze najgłębsze kondolencje rodzinie dr Dariusza Słoty oraz wszystkim jego bliskim. Jego odejście jest niepowetowaną stratą dla świata sztuki, a jego dziedzictwo zostanie docenione i zapamiętane na zawsze.
Magdalena Okwiet